# Вернония
Вернония (лат. Vernonia) — род растений семейства Астровые. Род включает в себя большое количество подродов и более 1000 видов. Назван в честь известного ботаника Уильяма Вернона. Растения встречаются в Южной Америке, Северной Америке, Азии и Африке. Большинство растений съедобны.

## Использование
Большинство видов Вернонии съедобны. В пищу идут листья этих растений, которые добавляют, например, в салат или суп. На вкус листья у них сладкие. Вернония являются частью традиционной кухни западноафриканских стран. Наиболее широко их используют в Камеруне.
Вид Vernonia amygdalina используется в народной медицине при диабете, лихорадке, головной боли, а также при некоторых симптомах СПИДа.
Из семян Vernonia galamensis в Восточной Африке изготавливают масло.

## Виды

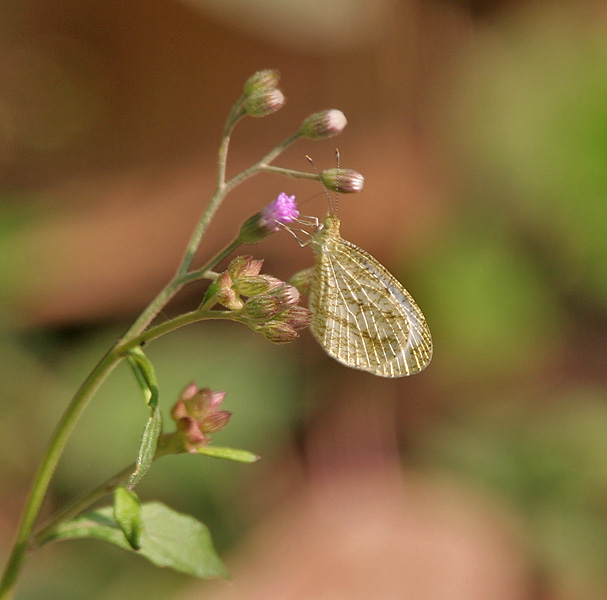
Бабочка вида Leptosia nina на Vernonia cinerea

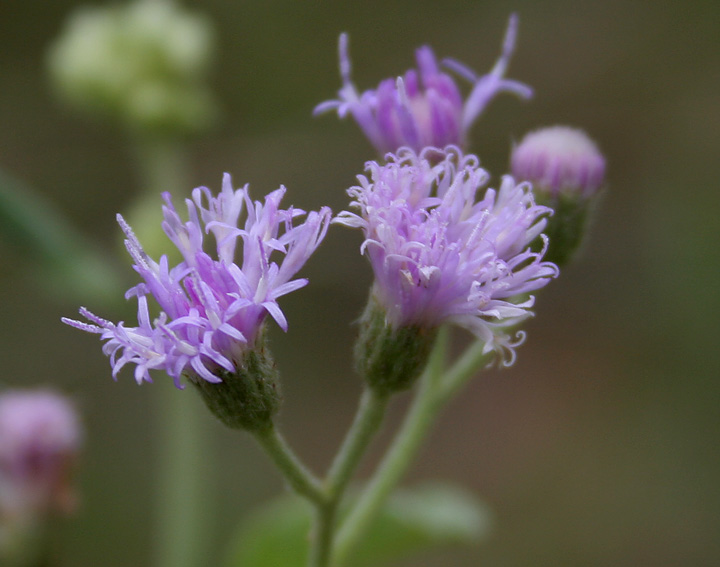
Vernonia cinerea

По информации базы данных The Plant List, род включает 671 вид. Ниже предоставлен список наиболее распространённых и известных видов, сгруппированных по ареалу.

### Северная Америка
- Vernonia acaulis
- Vernonia arkansana
- Vernonia angustifolia
- Vernonia baldwinii
- Vernonia blodgettii
- Vernonia fasciculata
- Vernonia flaccidifolia
- Vernonia gigantea (также известен как Vernonia altissima)[4]
- Vernonia glauca
- Vernonia larseniae
- Vernonia lettermannii
- Vernonia lindheimeri
- Vernonia marginata
- Vernonia missurica
- Vernonia noveboracensis
- Vernonia pulchella
- Vernonia texana

### Африка
- Vernonia amygdalina
- Vernonia bamendae
- Vernonia calvoana
- Vernonia colorata
- Vernonia galamensis
- Vernonia staehelinoides

### Азия
- Vernonia cinerea
- Vernonia cockburniana
- Vernonia unicata
- Vernonia zollingerianoides

### Южная Америка
- Vernonia nonoensis
- Vernonia patens